# جون‌ایچی ناکاتسورو
جون‌ایچی ناکاتسورو (انگلیسی: Junichi Nakatsuru؛ زادهٔ ۱۹۶۹) آهنگساز، تنظیم اهل ژاپن است.